# O le Ao o le Malo
O le Ao o le Malo é o chefe de estado do Estado Independente da Samoa, sendo essa a tradução do nome samoano. O O le Ao o le Malo é referido como Sua Alteza. A posição encontra-se descrita na Parte III da Constituição de 1960. Quando da adoção da Constituição antecipava-se que no futuro os chefes de estados seriam escolhidos de entre os quatro Tama-a-Aiga (chefes reais). Contudo, a constituição não especifica tal restrição e, por esta razão, Samoa é considerada uma república parlamentarista. O Secretariado de Imprensa do governo descreve o O le Ao o le Malo como um "presidente cerimonial". Atualmente, e desde 21 de julho de 2017, o O le Ao o le Malo da Samoa é Va'aletoa Sualauvi II.